# كأس ألبانيا 1938–39
كأس ألبانيا 1938–39 (بالألبانية: Kupa e Mbretit‏) هو موسم من كأس ألبانيا. أشرف على تنظيمه اتحاد ألبانيا لكرة القدم، وفاز فيه نادي تيرانا.